# Vulpes vulpes flavescens
El zorro turcomano o zorro persa (Vulpes vulpes flavescens) es una subespecie de  mamíferos carnívoros  de la familia Canidae.

## Distribución geográfica
Se encuentra al norte de Irán.